# Jazz trong tàn tích

Biểu trưng của Liên hoan nhạc Jazz quốc tế

Jazz trong tàn tích (Tiếng Ba Lan: Jazz w ruinach; tiếng Anh: Jazz in ruins) là một sư kiện liên hoan nhạc Jazz Quốc tế, được khởi xướng và tổ chức bởi Hiệp hội âm nhạc Câu lạc bộ Jazz Śląski, đây là hiệp hội nhạc Jazz lâu đời nhất ở Ba Lan. Lễ hội luôn diễn ra vào hai ngày cuối tuần đầu tiên của tháng Tám hàng năm.